# Tanytarsus curvicristatus
Tanytarsus curvicristatus är en tvåvingeart som beskrevs av Contreras-lichtenberg 1988. Tanytarsus curvicristatus ingår i släktet Tanytarsus och familjen fjädermyggor.
Artens utbredningsområde är Colombia. Inga underarter finns listade i Catalogue of Life.